# 黑森-洪堡的卡羅利妮
黑森-洪堡的卡羅利妮（德語：Karoline von Hessen-Homburg，1771年8月25日—1854年6月20日），施瓦茨堡-魯多爾施塔特親王妃，黑森-洪堡伯爵腓特烈五世的女兒。

## 家庭
1791年，卡羅利妮與施瓦茨堡-魯多爾施塔特的路德維希·腓特烈結婚，兩人共有4子3女：
1. 卡羅利妮·奧古斯特（1792年—1794年），夭折
2. 腓特烈·金特（1793年—1867年）
3. 特克拉（1795年—1861年）
4. 卡羅利妮（1796年—1796年），夭折
5. 阿爾貝特（1798年—1869年）
6. 伯恩哈德（1801年—1816年），早逝
7. 魯道夫（1801年—1808年），夭折